# 王道富
王道富（1955年—），四川乐山人，汉族，中华人民共和国政治人物、第十一届全国人民代表大会陕西地区代表。
毕业于西南石油学院油气田开发专业，是中共党员。担任中国石油天然气股份有限公司总地质师。2008年起担任全国人大代表。2013年8月27日，因涉嫌违纪被中纪委调查。